# Eetkamer

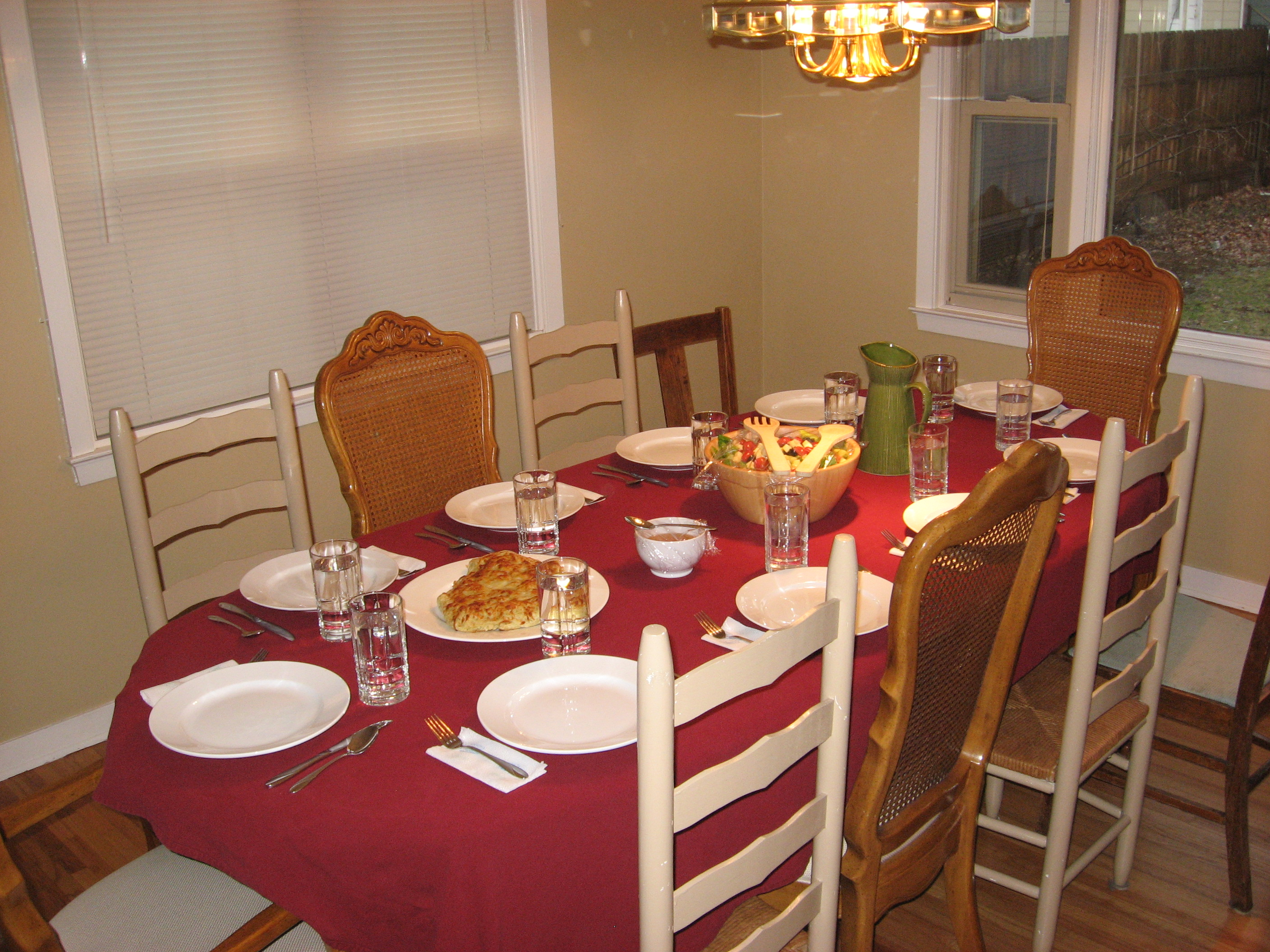
eetkamer

Een eetkamer is een ruimte in huizen en hotels waar de maaltijd gezamenlijk genuttigd kan worden. De eetkamer bevindt zich meestal in de directe nabijheid van de keuken. In een eetkamer staat meestal een eettafel met een of meerdere stoelen. Lang niet alle woonhuizen hebben een afzonderlijke eetkamer, zeker sinds woonhuizen steeds minder vaak een voorkamer en een achterkamer hebben, is er vaak geen mogelijkheid voor een afzonderlijke eetkamer en zitkamer.